# 베이비 퀸
베이비 퀸(Baby Queen, 1997년 8월 19일 ~ )은 영국의 싱어송라이터이다. BBC 사운드 오브 2022 후보에 올랐다.

## 음반 목록

### 믹스테잎
- The Yearbook  (2021)

### EP
- Medicine (2020)